# Beryl Goldwyn

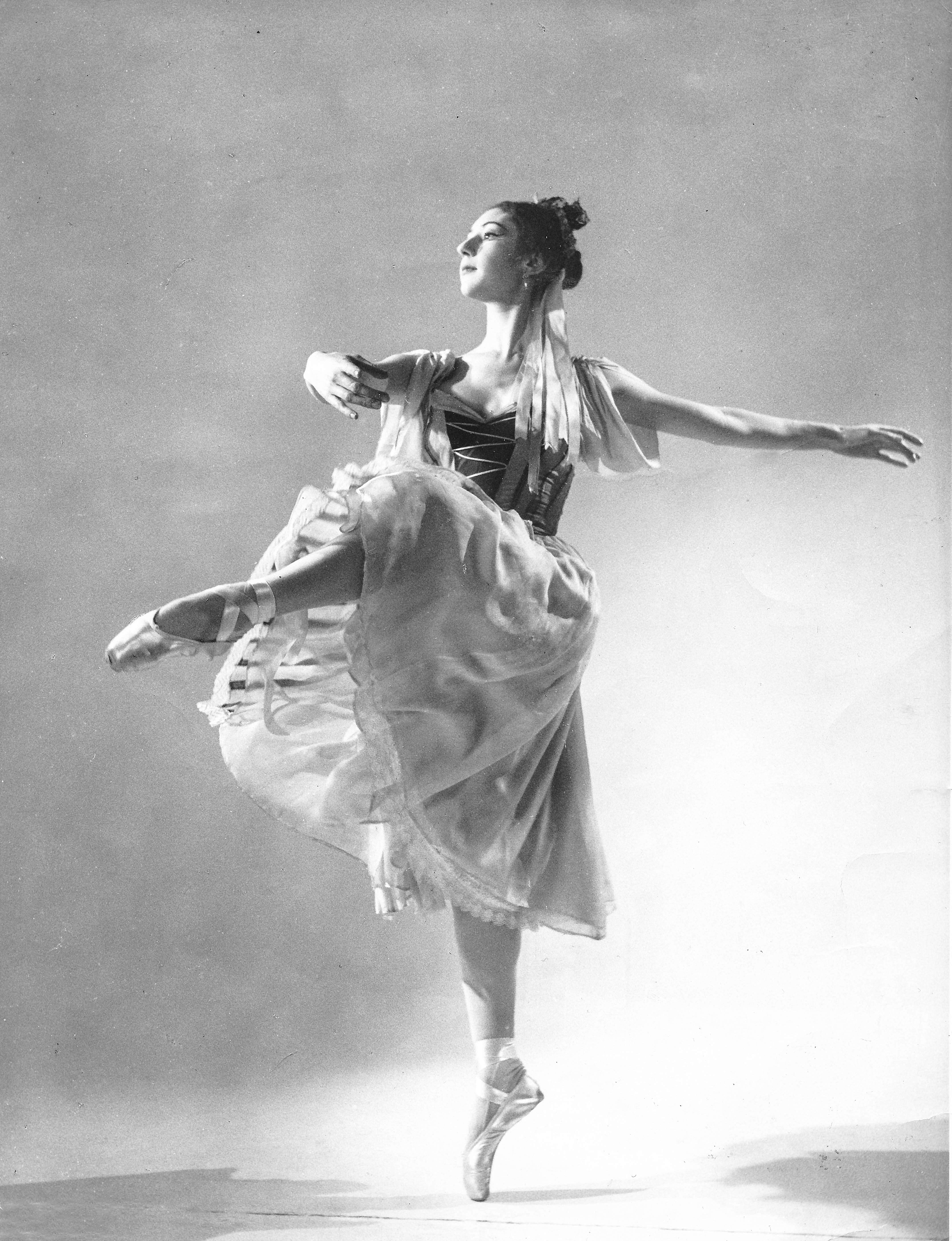
Beryl Goldwyn (2004)

Beryl Fleur Karney (* 31. Dezember 1930 in Pinner (London); † 11. Oktober 2022), auch bekannt als Beryl Goldwyn, war eine englische Balletttänzerin und Primaballerina.

## Leben und Karriere
In dem Londoner Vorort Pinner geboren, begann sie im Alter von drei Jahren zu tanzen. Sie besuchte die Royal Ballet School und trat – noch als Elevin – mit dem Royal Ballet in The Sleeping Beauty mit Dame Margot Fonteyn auf, als das Royal Opera House 1946 nach dem Zweiten Weltkrieg wiedereröffnet wurde.
Goldwyn tanzte 1949 beim Anglo Polish Ballet, einer Truppe aus den Kriegsjahren, die ursprünglich gegründet wurde, um polnischen Tänzern im Exil Arbeit zu verschaffen. Sechs Monate später wurde die Kompanie aufgelöst, aber nicht ohne dass sie vorher in der letzten Spielzeit im Saville Theatre im West End getanzt hatte, und zwar in einem Repertoire polnischer Ballette wie Krakauer Hochzeit und im Corps de Ballet für Les Sylphides und Schwanensee Akt II.
In dieser Zeit bewarb sich Goldwyn für das Ballet Rambert, aber die Kerncompanie war gerade dabei, eine 18-monatige Tournee durch Australien und Neuseeland anzutreten. Dennoch gewährte Rambert Goldwyn ein Stipendium für das Studium an der Schule, mit dem Versprechen, sie nach ihrer Rückkehr in die Kompanie aufzunehmen. 18 Monate lang lernte Goldwyn bei Anna Ivanova und Mary Skeaping, beide ehemalige Tänzerinnen der Kompanie von Anna Pawlowa. Im Sommer 1948 trat sie als Fee in A Midsummer's Night's Dream am Regent’s Park Theatre auf. Sie trat 1949 der Rambert Dance Company bei, dessen Primaballerina sie später wurde. Sie hatte schon früh in ihrer Karriere das Glück, in Alexander Bennett einen idealen Partner zu finden. Zunächst beeindruckte sie mit den im Rahmen von Ballet at Eight wiederbelebten Kammerballetten, den letzten Aufführungen von Rambert in dem winzigen Mercury-Theater in Notting Hill Gate. Dabei lernte Goldwyn die Choreografie von Walter Gore und Antony Tudor kennen.
Goldwyn tanzte zahlreiche Rollen, darunter Les Sylphides, Der Nussknacker, Gala Performance und Dornröschen, doch am meisten gefeiert wurde sie für die Rolle der Giselle. 1954 tanzte sie jeden Abend im ersten Akt von Giselle am Stoll-Theater in London, als Vorprogramm für Ingrid Bergman in Joan of Arc at the Stake (Jeanne d’Arc auf dem Scheiterhaufen). Sie trat im Vereinigten Königreich, in Irland, Frankreich, Deutschland, Italien und den Vereinigten Staaten sowie beim Baalbek-Festival im Libanon auf, wo sie das Programm mit der libanesischen Sängerin Fairuz teilte.
In beiden Fällen, in denen John Cranko für Rambert choreografierte, wählte er Goldwyn für die Hauptrollen aus: The Lady with her Shadow in Variations on a Theme (1955) und The Girl in Black in La Reja (1959). Auch der amerikanische Choreograf Robert Joffrey war von Goldwyn angetan und besetzte sie als Taglioni in seinem Pas de Déesses (1955).
Sie zog sich 1960 aus der Tanzkompanie zurück, behielt aber ihre Liebe zum Tanz und zur Kunst bei. Für die Inner London Education Authority unterrichtete sie in den 1960er und 1970er Jahren Ballett in Abendkursen, und in den 1990er Jahren studierte sie Flamenco in Sevilla. Sie diente als Künstlermodell und begann mit der Malerei. 1991 stellte sie ihre Werke in der Galerie St Martin-in-the-Fields in London aus. In den Jahren 1996–97 trat sie erneut mit dem Royal Ballet am Royal Opera House in Don Quixote auf, zusammen mit Sylvie Guillem, fünfzig Jahre nach ihrem ersten Auftritt dort.
Anlässlich der Feierlichkeiten zum 90. Geburtstag des Ballet Rambert nahm sie am „Rambert at 90 Oral History Project“ teil.

## Persönliches Leben und Tod
Sie heiratete erstmals 1955, die Ehe wurde aber bald geschieden. Seit 1969 war sie mit den Wissenschaftler, Ingenieur und Geschäftsmann Andrew Karney verheiratet; 1972 wurde ihr Sohn geboren. Goldwyn starb am 11. Oktober 2022 im Alter von 91 Jahren an Krebs.